# Neodon nepalensis
Neodon nepalensis — вид гризунів родини Cricetidae. Зустрічається лише в Непалі.